# Лахеда (волость)
Лахеда (ест. Laheda vald) — волость в Естонії, у складі повіту Пилвамаа.

## Положення
Площа волості — 150,1 км², чисельність населення на 1 січня 2015 року становила 1 215 осіб.
До складу волості входять 11 сіл: Вардйа (Vardja), Вана-Коіола (Vana-Koiola), Йоосу (Joosu), Лахе (Lahe), Мустайие (Mustajõe), Нарускі (Naruski), Прагі (Pragi), Роосі (Roosi), Сууркюла (Suurküla), Тілсі (Tilsi), Хімма (Himma). 
Адміністративний центр волості — село Тілсі.